# Grammy Award for Best Gospel Vocal Performance, Male
Der Grammy Award for Best Gospel Vocal Performance, Male, auf Deutsch „Grammy-Auszeichnung für die beste männliche Gospel-Gesangsdarbietung“, ist ein Musikpreis, der von 1984 bis 1990 von der amerikanischen Recording Academy im Bereich der Gospelmusik verliehen wurde.

## Geschichte und Hintergrund
Die seit 1959 verliehenen Grammy Awards werden jährlich in zahlreichen Kategorien von der Recording Academy in den Vereinigten Staaten vergeben, um künstlerische Leistung, technische Kompetenz und hervorragende Gesamtleistung ohne Rücksicht auf die Album-Verkäufe oder Chart-Position zu würdigen.
Eine dieser Kategorien ist der Grammy Award for Best Gospel Vocal Performance, Male. Der Preis wurde von 1984 bis 1990 vergeben. Von 1984 bis 1989 hatte der Preis die Bezeichnung Grammy Award for Best Gospel Performance, Male.

## Gewinner und Nominierte
| Jahr | Gewinner         | Nationalität       | Werk                      | Nominierte | Bild des/der Gewinner(s) |
| ---- | ---------------- | ------------------ | ------------------------- | ---------- | ------------------------ |
| 1984 | Russ Taff        | Vereinigte Staaten | Walls of Glass            |            |                          |
| 1985 | Michael W. Smith | Vereinigte Staaten | Michael W. Smith 2        |            |                          |
| 1986 | Larnelle Harris  | Vereinigte Staaten | How Excellent Is Thy Name |            |                          |
| 1987 | Philip Bailey    | Vereinigte Staaten | Triumph                   |            |                          |
| 1988 | Larnelle Harris  | Vereinigte Staaten | The Father Hath Provided  |            |                          |
| 1989 | Larnelle Harris  | Vereinigte Staaten | Christmas                 |            |                          |
| 1990 | BeBe Winans      | Vereinigte Staaten | Meantime                  |            |                          |